# The Space Museum
The Space Museum (El museo espacial) es el séptimo serial de la segunda temporada de la serie británica de ciencia ficción Doctor Who, emitido originalmente en cuatro episodios semanales del 24 de abril al 15 de mayo de 1965. La historia tiene lugar en Xeros, un planeta subyugado por el Imperio Morok, que ahora acoge un vasto museo y una joven población rebelde.

## Argumento
La TARDIS aterriza cerca de un enorme museo espacial en el planeta Xeros, pero se ha saltado hacia el futuro. El Primer Doctor, Ian Chesterton, Barbara Wright y Vicki tienen una serie de experiencias extrañas mientras entran y salen del museo, entre otras que pueden ver a los militares Moroks que llevan el museo, pero ellos no pueden verles, ni tampoco los indígenas Xerons que trabajan para ellos. El museo contiene elementos fascinantes, entre otros un escudo Dalek. Lo que les preocupa es que ven una imagen suya del futuro en la cual están congelados y en un expositor del museo. El líder de los Moroks, Lobos, es el administrador del museo.
Tras encontrar la TARDIS, los Moroks empiezan a dar caza a sus ocupantes, que como siempre se han separado. Al primero que capturan es al Doctor, que se resiste al interrogatorio. Mientras, Vicki toma contacto con los Xerons y sabe de la esclavitud a la que están sometidos, decidiendo ayudarles a formar una revolución. Atacan al ejército Morok y Vicki se hace con el control de su ordenador. Con estas armas, los Xerons comienzan la revolución contra los Moroks. Mientras, Ian libera al Doctor, que estaba siendo congelado para ser expuesto en el museo. Pero poco después son capturados de nuevo por los guardias, y también Barbara y Vicki. Cuando parece que se va a cumplir la profecía de ser congelados en el museo, los revolucionarios Xeron llegan y matan a Lobos y los demás Moroks. Mientras los Xerons comienzan a destruir el odiado museo, los viajeros se marchan en la TARDIS, llevándose como souvenir un visualizador del espacio/tiempo, mientras en el planeta Skaro, su partida es detectada por los Daleks.

## Producción
| Episodio               | Fecha de emisión    | Duración | Espectadores en millones | Estado en el archivo |
| ---------------------- | ------------------- | -------- | ------------------------ | -------------------- |
| The Space Museum       | 24 de abril de 1965 | 23:38    | 10,5                     | Película de 16mm     |
| The Dimensions of Time | 1 de mayo de 1965   | 22:00    | 9,2                      | Película de 16mm     |
| The Search             | 8 de mayo de 1965   | 23:33    | 8,5                      | Película de 16mm     |
| The Final Phase        | 15 de mayo de 1965  | 22:15    | 8,5                      | Película de 16mm     |
| [ 1 ] [ 2 ] [ 3 ]      |                     |          |                          |                      |

El episodio 1 comienza con una breve repetición del final del episodio 4 de The Crusade, que hoy en día es el único fragmento de imagen que sobrevive de ese episodio.